# District d'Ouhai
Le district d'Ouhai (瓯海区 ; pinyin : Ōuhǎi Qū) est une subdivision administrative de la province du Zhejiang en Chine. Il est placé sous la juridiction de la ville-préfecture de Wenzhou.
Le district sera traversé par la ligne S1 du métro de Wenzhou.